# دیوید برک
دیوید برک (به انگلیسی: David Burke) (متولد ۲۵ مه ۱۹۳۴ در لیورپول) بازیگر انگلیسی است که بیشتر به علت بازی در نقش دکتر واتسون در ماجراهای شرلوک هلمز معروف شده‌است.
پسر او تام برک نیز بازیگر است.

## حرفه
وی برای فصل اول و دوم فیلم دکتر واتسون در ماجراهای شرلوک هولمز بازی کرد و پس از دریافت و دعوت به عضویت در شرکت رویال شکسپیر به همراه همسرش آنا، این برنامه را ترک کرد. آنها هر دو کار مشترک را بهترین ایده برای پسر خردسال خود، تام، که در آن زمان حدود ۳ سال سن داشت، می‌دانستند. بسیاری تصور می‌کردند که او دکتر واتسون را با سبکی عالی به تصویر کشیده‌است. اما وی توسط ادوارد هاردویک جایگزین شد، که وی ار را به عنوان جانشین خود توصیه کرده بود. برک تجربه قبلی با هولمز را داشت که با اقتباس از «ماجراجویی بریل کورونت» برای سریال BBC 1965 با بازی داگلاس ویلمر و نیگل بورک بازی کرده بود.
سایر حضورهای قابل توجه تلویزیون شامل نوبت وی به عنوان جوزف استالین در سریال انگلیسی رایلی، تک‌خال جاسوس‌ها و داستان علمی تخیلی John Wyndham Random Quest است.